# Troisième Congrès de la langue française au Canada
La Troisième Congrès de la langue française au Canada se déroule dans les villes de Québec, Montréal et Saint-Hyacinthe, du 18 au 26 juin 1952.

## Organisation
Le troisième Congrès de la langue française survient 15 ans seulement après le deuxième survenu en 1937. L'année 1952 correspond au 50e anniversaire de fondation de la Société du parler français, de même qu'au centenaire de l'Université Laval. Contrairement aux congrès de 1912 et 1937, celui de 1952 est organisé par le Comité permanent de la survivance française en Amérique et non pas directement par la Société du parler français. Le thème de ce troisième Congrès est « Conservons notre héritage culturel ».
Le comité organisateur, qui est au travail dès septembre 1951, est présidé par l'abbé Adrien Verrette, président du Comité permanent de la survivance française en Amérique,. Les membres se partagent les tâches des comités des finances, de propagande, de réception, d'étude, de manifestations publiques et des dames. On crée également 26 comités régionaux,.
Le comité d'organisation, qui, via une campagne de souscription, souhaitait amasser 75 000 $ CAD, récolte finalement 88 312,67 $ CAD, somme qui avec l'aide gouvernementale assure la réalisation de l'événement.
Comme lors du congrès précédent, on forme un comité d'honneur qui réunit certains des principaux officiers de l'État et de l'Église. On nomme le lieutenant-gouverneur S. E. Gaspard Fauteux et l'archevêque de Québec Mgr Maurice Roy patrons du Congrès. Viennent ensuite le premier ministre du Canada Louis St-Laurent et le premier ministre du Québec Maurice Duplessis, présidents, l'archevêque de Montréal Mgr Paul-Émile Léger, le juge en chef du Canada Thibaudeau Rinfret, le recteur de l'Université Laval Ferdinand Vandry, le juge en chef de la Cour suprême du Nouveau-Brunswick, Enoil Michaud, Henri T. Ledoux, vice-présidents.
L'Académie française délègue son directeur Robert d'Harcourt. Les gouvernements de France et d'Haïti délèguent leurs consuls.

## Déroulement
Contrairement aux deux précédents congrès, le Congrès de 1952 ne se déroule pas entièrement à Québec. En effet les congressistes quittent Québec pour Montréal le matin du 23 juin et y restent jusqu'à leur départ pour Saint-Hyacinthe le matin du 25 juin. Au cours de leurs déplacements, ils visitent également Donnacona, Deschambault, Trois-Rivières, Louiseville, Berthierville et Saint-Jérôme.
Les sections d'étude du Congrès sont au nombre de six :
| Section                       | Présidence                                                |
| ----------------------------- | --------------------------------------------------------- |
| La survivance française       | Comité permanent de la survivance française en Amérique   |
| Le parler français            | Société du parler français                                |
| Les pays de langue française  | Comité permanent de la survivance française en Amérique   |
| L'éducation patriotique       | Association canadienne des éducateurs de langue française |
| La jeunesse et le patriotisme | Association de la jeunesse canadienne                     |
| La refrancisation             | Paul Gouin                                                |

## Vœux
Le Congrès de 1952 émet six vœux.
Le premier vœux formulé par le Congrès est de changer le nom du Comité permanent de la survivance française en Amérique en Comité de la vie française en Amérique (CVFA).
Le deuxième vœux reconduit les 46 vœux du Congrès de 1937, que l'on juge toujours d'actualité.
Le troisième vœux porte sur le respect de la langue française par le gouvernement fédéral et les dix provinces du Canada.
Le quatrième vœux concerne la qualité du français à la radio, à la télévision et au cinéma.
Le cinquième vœux sur la formation patriotique de la jeunesse.
Le sixième sur une souscription nationale annuelle versée au CVFA.